# Gułtowy (gromada)
Gułtowy – dawna gromada, czyli najmniejsza jednostka podziału terytorialnego Polskiej Rzeczypospolitej Ludowej w latach 1954–1972.
Gromady, z gromadzkimi radami narodowymi (GRN) jako organami władzy najniższego stopnia na wsi, funkcjonowały od reformy reorganizującej administrację wiejską przeprowadzonej jesienią 1954 do momentu ich zniesienia z dniem 1 stycznia 1973, tym samym wypierając organizację gminną w latach 1954–1972.
Gromadę Gułtowy z siedzibą GRN w Gułtowach utworzono – jako jedną z 8759 gromad na obszarze Polski – w powiecie średzkim w woj. poznańskim, na mocy uchwały nr 37/54 WRN w Poznaniu z dnia 5 października 1954. W skład jednostki weszły obszary dotychczasowych gromad Brzeźno i Gułtowy ze zniesionej gminy Nekla oraz obszar dotychczasowej gromady Drzązgowo i obszar o nazwie Gułtowy-Dworzec (3,12,78 ha) z karty Nr 2 obrębu Siedlec z dotychczasowej gromady Siedlec ze zniesionej gminy Kostrzyn w tymże powiecie. Dla gromady ustalono 13 członków gromadzkiej rady narodowej.
4 lipca 1968 gromadę zniesiono, a jej obszar włączono do gromad: Dominowo (miejscowości Karolewo, Nawojewo i Wysławice) i Kostrzyn (miejscowości Brzeźno, Dzązgowo, Gułtowy, Józefowo i Sokolniki Dzązgowskie) w tymże powiecie.